# ГАЗон-Next
ГАЗон NEXT — російський середньотонажний вантажний автомобіль у сімействі п'ятого (NEXT) покоління виробництва Горьківського автозаводу.

## Опис

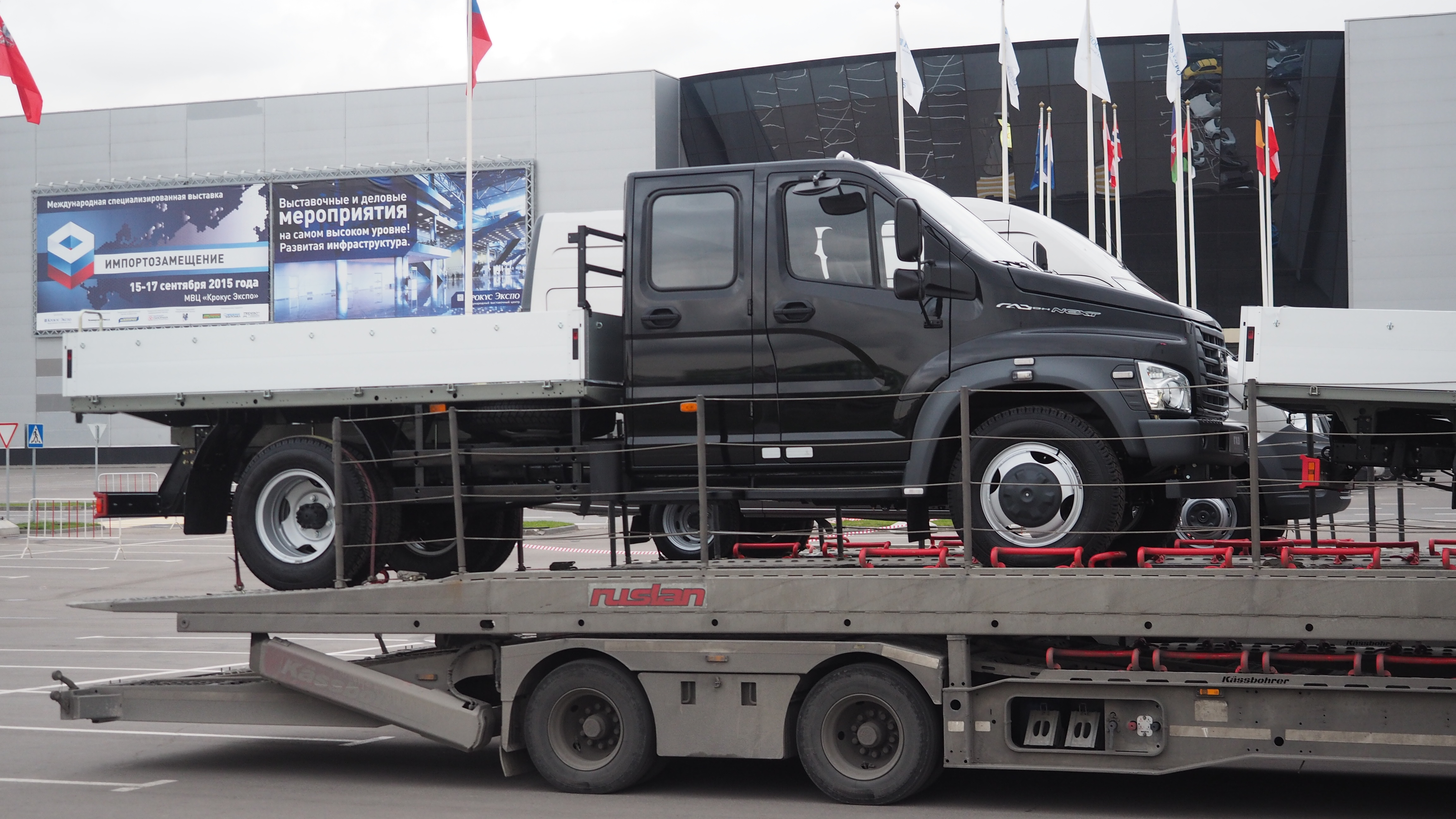
Бортовий автомобіль ГАЗ C42A13 ГАЗон-Next

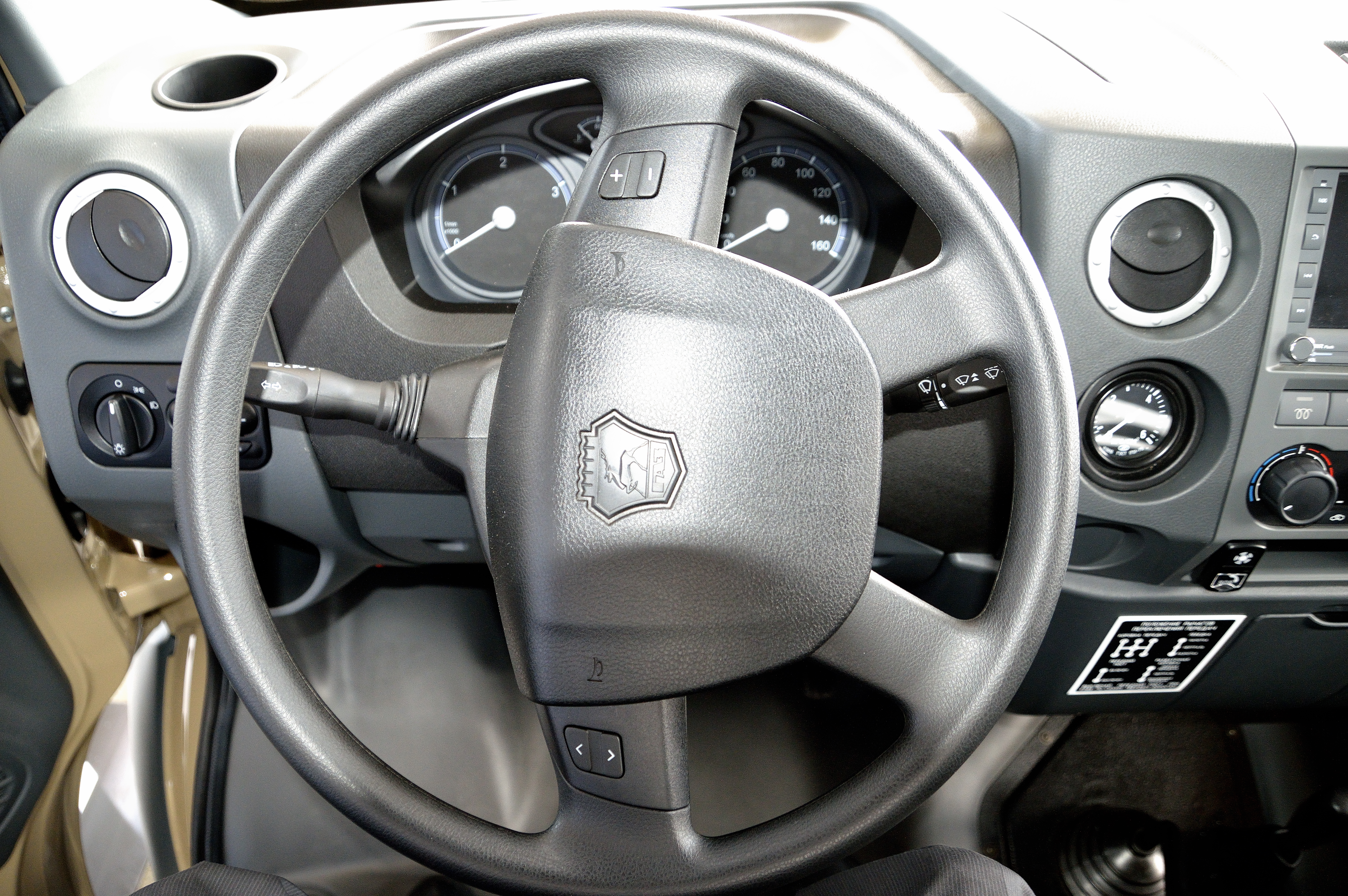

Серійний випуск бортових турбодизельних вантажівок ГАЗ С41 «ГАЗон NEXT» розпочався 19 вересня 2014 року, причому команду про старт конвеєра дав за допомогою телемосту Володимир Путін у рамках своєї поїздки по Поволжю. Вантажний автомобіль «ГАЗон NEXT» із кабіною від «ГАЗель-Next» прийшов на зміну сімейству четвертого покоління ГАЗ-3309, але поки буде випускатися паралельно з ним. Вантажні автомобілі ГАЗ C41R11 і C41R31 вантажопідйомністю 5,0 і 4,7 т призначені для експлуатації по всіх видах доріг із твердим покриттям. Для експлуатації в міських умовах передбачаються модифікації з низькопрофільними колесами меншого діаметра.
З 2016 року був намічений також випуск 6,2-тонного вантажного автомобіля «ГАЗон NEXT» (4х2) підвищеної вантажопідйомності повною масою до 10 т з двоскатною ошиновкою заднього моста та двигуном 4,43 л ЯМЗ-53445 потужністю 169 к. с.

### Next City
На «ГАЗон Next City» встановлені колеса меншої розмірності (19,5 дюйма), що забезпечує низьку навантажувальну висоту (1165 мм замість 1300 мм). Конструкція самого колеса також відрізняється від універсальної модифікації: диск не має запірного кільця, а шини розмірності 245/70R19.5 — безкамерні, з низьким профілем. Змінені передавальні числа головної передачі автомобіля (3,9 замість 4,556). Оснащується модифікація City 149-сильним турбодизелем ЯМЗ-53441, як і звичайний «ГАЗон Next».

### Садко NEXT 4х4

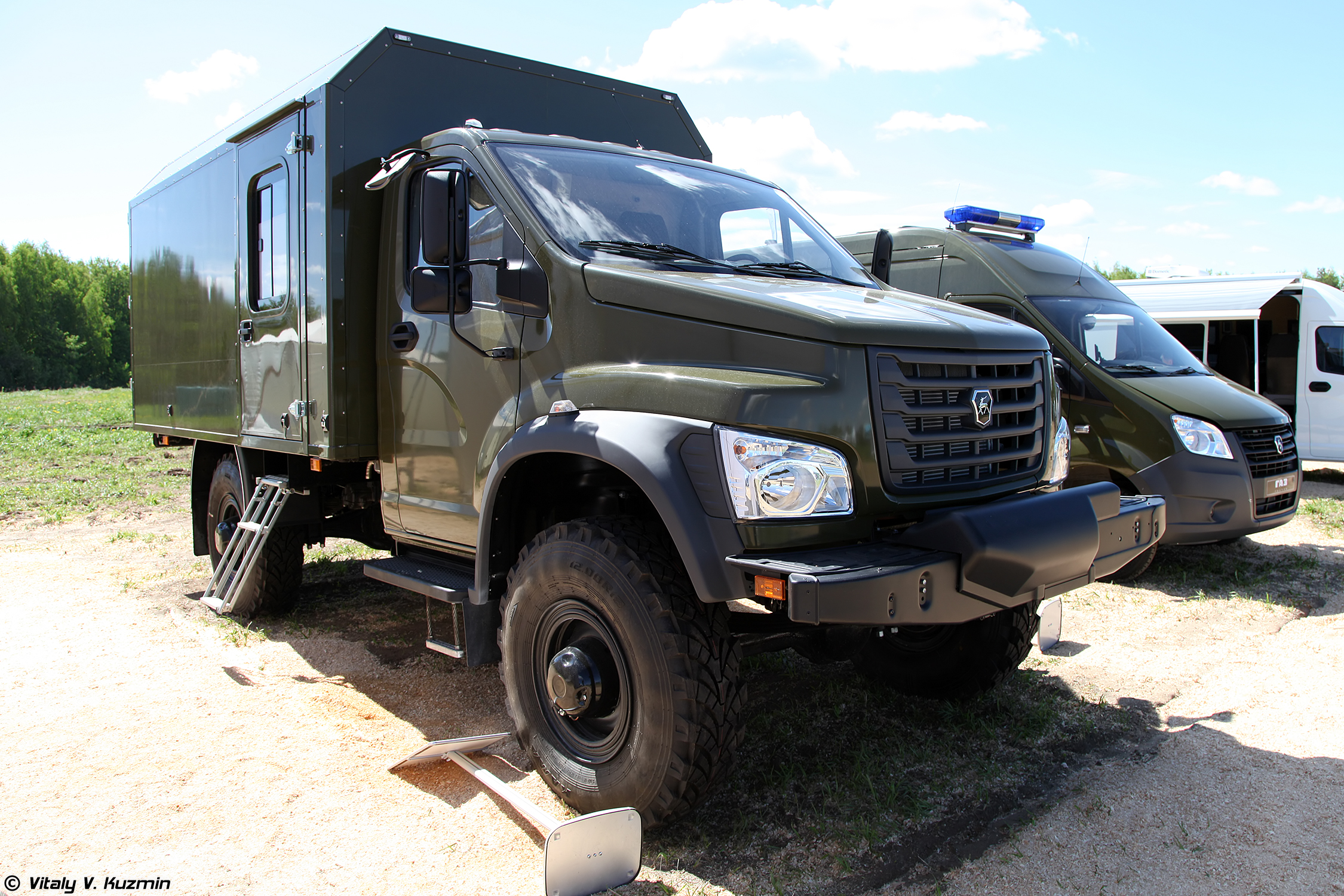
Бортовий автомобіль ГАЗ C41R23 Садко-NEXT

На 2015 року був намічений також випуск нового 3-тонного вантажного автомобіля підвищеної прохідності ГАЗ «Садко NEXT» (4х4) з односкатною ошиновкою заднього моста і системою централізованого регулювання тиску повітря в шинах та кліренсом в 315 мм.
У серійне виробництво так і не пішов.

## Технічні характеристики

### ЯМЗ-534
Модель ЯМЗ-53441
Рядний, 4-циліндровий, 4-тактний дизельний двигун з рідинним охолодженням, з турбонаддувом і охолоджувачем наддувочного повітря, з безпосереднім уприскуванням палива Common Rail, четвертий екологічний клас (Євро-4).
- Робочий об'єм, л — 4,43
- Ступінь стискання — 17,5
- Потужність, к. с. (кВт) / об/хв — 148,9 (109,5) / 2300
- Макс. крутний момент, Н·м / об/хв — 490 / 1200—2100
- Питома витрата палива, г/кВт·год (к. с./год) — 197 (145)
- Маса — 470 кг
- Паливо: дизельне паливо за ГОСТ Р 52368-2005 виду II або III

На замовлення автомобіль може бути обладнаний передпусковим підігрівачем.

### Cummins ISF 3.8
Модель Cummins ISF 3.8 e4R
Рядний, 4-циліндровий, 4-тактний дизельний двигун із рідинним охолодженням, з турбонаддувом і охолоджувачем наддувочного повітря, з безпосереднім уприскуванням палива Common Rail, четвертий екологічний клас (Євро-4).
- Робочий об'єм, л — 3,76
- Ступінь стиснення — 17,2
- Потужність, к. с. (кВт) / об/хв — 153,2 (112) / 2600
- Макс. крутний момент, Нм / об/хв — 497 / 1200—1900
- Питома витрата палива — н/д
- Маса — 335 кг
- Паливо: дизельне паливо за ГОСТ Р 52368-2005 виду II або III

## Модифікації
- ГАЗ C41R13 — шасі й бортова вантажівка з колісною базою 3,77 м.
- ГАЗ C41R33 — шасі й бортова вантажівка з колісною базою 4,515 м.
- ГАЗ C41R16 — шасі й бортова вантажівка з колісною базою 3,77 м з газовим мотором ЯМЗ-543 CNG на природному газі (метан) — виробництво з 2016 року.
- ГАЗ C41R36 — шасі й бортова вантажівка з колісною базою 4,515 м з газовим мотором ЯМЗ-543 CNG на природному газі (метан) — виробництво з 2016 року.
- ГАЗ C42R13 — шасі й бортова вантажівка з подвійною 7-місною кабіною з колісною базою 3,77 м (виробництво з 2015 року).
- ГАЗ C42R33 — шасі й бортова вантажівка з подвійною 7-місною кабіною з колісною базою 4,515 м (виробництво з 2015 року).
- ГАЗ C47R13 — сідловий тягач для експлуатації в складі автопоїзда повною масою 12 т (виробництво з 2016 року).
- ГАЗ C41A23 — повноприводне (4х4) шасі й бортова вантажівка з колісною базою 3,77 м (виробництво з 2016 року).
- ГАЗ C42A23 — повноприводне (4х4) шасі й бортова вантажівка з подвійною 7-місною кабіною з колісною базою 4,51 м (виробництво з 2016 року).
- ГАЗ C42A33 — повноприводне (4х4) шасі й бортова вантажівка з подвійною 7-місною кабіною з колісною базою 4,51 м.
- ГАЗ С41RB3 — 10 тонна бортова вантажівка з колісною базою 5,15 м.